# Allobaccha refulgens
Allobaccha refulgens är en tvåvingeart som först beskrevs av Austen 1893.  Allobaccha refulgens ingår i släktet Allobaccha och familjen blomflugor. Inga underarter finns listade i Catalogue of Life.